# Muuga hamn
Muuga hamn (est. Muuga sadam) är den största frakthamnen i Estland. Hamnen ligger vid Muugabukten cirka 13 kilometer nordöst om Tallinns centrum, till största del i byn Muuga i Viimsi kommun i landskapet Harjumaa. Delvis ligger hamnen även i staden Maardu och i byn Uusküla i Jõelähtme kommun.

## Fartyg som trafikerar hamnen
| Fartygsvarv | Fartyg          | Rutt          |
| ----------- | --------------- | ------------- |
| Eckerö Line | M/S Finbo Cargo | Muuga–Nordsjö |